# Alegria
Alegria este un oraș în Rio Grande do Sul (RS), Brazilia.